# Ioannis Psycharis

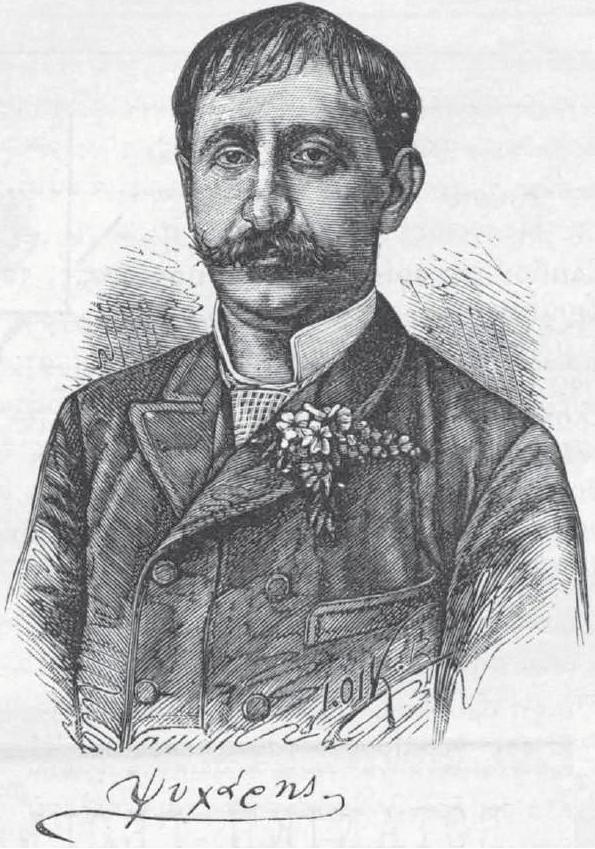
Ioannis Psycharis (1888)

Ioannis (Giannis) Psycháris (Grieks: Ιωάννης (Γιάννης) Ψυχάρης) (1854-1929), verfranst tot Jean Psychari, was een Grieks-Franse schrijver.
Psycharis werd geboren te Odessa, genoot zijn eerste schoolopleiding in Constantinopel en zijn middelbaar onderwijs in Marseille. In een tijd dat de jonge wetenschap der linguïstiek grote waarheden ontdekte, studeerde hij aan de universiteit te Parijs, daarna in Duitsland. Nadat hij de Franse nationaliteit had aangenomen, doceerde hij aan de École des Hautes Études en vanaf 1904 aan de École des Langues Orientales, terwijl hij nog maar zelden in Griekenland kwam. Hij overleed in 1929, en werd begraven op het eiland Chios, waar zijn familie vandaan kwam.
Door zijn studies overtuigd dat de toekomst behoorde aan de dimotikí (de volkstaal die tot dan slechts voor poëzie gebruikt werd), publiceerde hij in 1888 zijn merkwaardige boek "To Taksídi mou" ("Mijn Reis"), een interessante mengeling van indrukken, polemiek en linguïstiek. Dit werk kende een geweldige weerslag en lokte hartstochtelijke reacties uit. Het moedigde jonge Griekse auteurs aan zich op het gebruik van de volkstaal te gaan toeleggen.
Als voortzetting van zijn letterkundige arbeid gaf hij (in het Grieks) vijf delen verhalen en opstellen uit onder de titel "Rozen en Appels", en ook tal van novellen. Ook in het Frans publiceerde hij novellen en verzen. De grootste betekenis echter hadden zijn wetenschappelijke werken op het gebied van de linguïstiek, die tal van jonge geleerden hebben aangespoord om dezelfde wetenschappelijke weg te volgen, zoals D.C. Hesseling, Hubert Pernot en André Mirambel.
Samengevat komen Psycharis' principes hierop neer:
- hij was van oordeel dat de Griekse natie slechts vooruit zou gaan wanneer ze de steriele geleerdentaal verwierp om alleen nog maar de volkstaal te gebruiken,
- de Nieuw-Griekse dialecten moesten bestudeerd worden, want daaruit zou een volledig en rijk taalgebruik ontstaan, een nieuwe koinè,
- deze studie van de volkstaal zou de Grieken juist dichter bij de klassieke taal brengen, want de geest blijft dezelfde, terwijl de geleerdentaal ("katharévousa") slechts een kunstmatig jargon is.

Zijn tegenstanders verweten hem dat hij de Griekse taal tot vulgariteit verlaagde, maar de tijd heeft hem grotendeels gelijk gegeven. Het enige gegronde verwijt tegen hem zou kunnen zijn dat hij soms óók een gekunstelde salontaal schreef, aangezien hij slechts weinig in Griekenland verbleven heeft, maar dat doet geen afbreuk aan het feit dat Psycháris een grote persoonlijkheid blijft op het gebied van de Griekse taalgeschiedenis.
- Bibsys: 90895728
- Biblioteca Nacional de España: XX1773434
- Bibliothèque nationale de France: cb13163872s (data)
- CiNii: DA14830866
- Gemeinsame Normdatei: 116306424
- International Standard Name Identifier: 0000 0001 2135 3196
- Library of Congress Control Number: n82040917
- Base Léonore: 19800035/258/34353
- Nationale bibliotheek van Australië: 36089325
- Nationale Bibliotheek van Israël: 987007276127405171
- Nederlandse Thesaurus van Auteursnamen: 070964688
- Réseau des bibliothèques de Suisse occidentale: 02-A003715579
- LIBRIS: 196727
- Système universitaire de documentation: 034354301
- Trove: 1210310
- Virtual International Authority File: 59832557
- WorldCat: E39PBJp9tryGqVCQ7chRg9yWXd